# Eupithecia massiliata
Eupithecia massiliata is een vlinder uit de familie spanners (Geometridae). De wetenschappelijke naam is voor het eerst geldig gepubliceerd in 1865 door Millière.
De soort komt voor in Europa.